# Tell City (Indiana)
Tell City es una ciudad ubicada en el condado de Perry en el estado estadounidense de Indiana. En el Censo de 2010 tenía una población de 7272 habitantes y una densidad poblacional de 605,25 personas por km².

## Geografía
Tell City se encuentra ubicada en las coordenadas 37°57′11″N 86°45′33″O / 37.95306, -86.75917. Según la Oficina del Censo de los Estados Unidos, Tell City tiene una superficie total de 12.01 km², de la cual 11.74 km² corresponden a tierra firme y (2.26%) 0.27 km² es agua.

## Demografía
Según el censo de 2010, había 7272 personas residiendo en Tell City. La densidad de población era de 605,25 hab./km². De los 7272 habitantes, Tell City estaba compuesto por el 97.52% blancos, el 0.32% eran afroamericanos, el 0.28% eran amerindios, el 0.73% eran asiáticos, el 0.03% eran isleños del Pacífico, el 0.26% eran de otras razas y el 0.87% pertenecían a dos o más razas. Del total de la población el 1.05% eran hispanos o latinos de cualquier raza.